# يالتشين أيهان
يالتشين أيهان (بالتركية: Yalçın Ayhan)‏ هو لاعب كرة قدم تركي في مركز الدفاع، ولد في 1 مايو 1982 في شيشلي في تركيا. شارك مع منتخب تركيا ب لكرة القدم ‏. أما مع النوادي، فقد لعب مع أنطاليا سبور وأوردو سبور وإسطنبول باشاكشهير وإسطنبول سبور وغازي عنتاب سبور وغلطة سراي وقيصري إيرسيسبور ومانيساسبور ونادي قاسم باشا.

## وصلات خارجية
- يالتشين أيهان على موقع الاتحاد الأوربي (الإنجليزية)
- يالتشين أيهان على موقع اتحاد تركيا (لاعب) (الإنجليزية)
- يالتشين أيهان على موقع قاعدة بيانات كرة القدم.إي يو (الإنجليزية)
- يالتشين أيهان على موقع Soccerway.com (الإنجليزية)
- يالتشين أيهان على موقع عالم كرة القدم.نت (الإنجليزية)